# Julián Campo
Julián Campo Sainz de Rozas (Guecho, Vizcaya, 19 de junio de 1938) es un político español que fue ministro de Obras Públicas y Urbanismo entre 1982 y 1985 en el primer gobierno de Felipe González.

## Biografía
Estudió Ciencias Económicas en la Universidad Complutense de Madrid e Ingeniería industrial en la Escuela Especial de Ingenieros Industriales de Madrid (que años más tarde formaría parte de la Universidad Politécnica de Madrid), obteniendo después una plaza como inspector de finanzas del Ministerio de Economía y Hacienda.

## Actividad política
Miembro del Partido Socialista Obrero Español (PSOE), en la formación del primer gobierno de Felipe González fue nombrado ministro de Obras Públicas y Urbanismo, cargo que dejó en 1985 en la primera remodelación del gobierno.
En las elecciones generales de 1986 fue elegido diputado al Congreso por la circunscripción de Madrid, abandonando su escaño en noviembre del mismo año.